# Richard Klapheck
Richard Klapheck (* 15. Mai 1883 in Essen; † 23. Juni 1939 in Düsseldorf) war ein deutscher Kunsthistoriker und ordentlicher Professor für Kunstgeschichte an der Staatlichen Kunstakademie Düsseldorf.

## Leben und Werk
Richard Klapheck war zunächst Assistent des Kunsthistorikers Paul Clemen, der 1893 erster Landeskonservator der Rheinprovinz und 1898 außerordentlicher Professor in der Philosophischen Fakultät der Rheinischen Friedrich-Wilhelms-Universität Bonn geworden war. Der Architekt Wilhelm Kreis holte ihn sodann als Bibliothekar und Dozent an die Kunstgewerbeschule Düsseldorf. 1919 wurde Klapheck als Professor für Kunstgeschichte an die Kunstakademie Düsseldorf berufen. 1934 wurde er zusammen mit dem bereits abgesetzten Düsseldorfer Akademie-Direktor Walter Kaesbach aufgrund des nationalsozialistischen Gesetzes zur Wiederherstellung des Berufsbeamtentums aus dem Universitätsdienst entlassen. Richard Klapheck starb am 23. Juni 1939 im Alter von 56 Jahren in Düsseldorf.
Klaphecks Wirken ist intensiv mit der Architektur und den Kunststätten in Rheinland und Westfalen verknüpft. Er veröffentlichte zahlreiche Bücher über rheinische und westfälische Architekturgeschichte. Zusammen mit Engelbert von Kerckerinck zur Borg prägte er im gemeinsamen Werk Alt-Westfalen. Die Bauentwicklung Westfalens seit der Renaissance von 1912 den Begriff Weserrenaissance für die Architektur entlang der Weser im 16. und 17. Jahrhundert mit ihren reich dekorierten Giebeln und deren Nebenform Lipperenaissance. Durch sein zweibändiges Werk Die Baukunst am Niederrhein (1915/1916) legitimierte er – unterstützt durch piktorialistische Fotografien seines Freundes Erwin Quedenfeldt – im Zuge der Lebensreform- und Heimatschutzbewegung den „altheimischen Backsteinbau“ als Keimzelle modernen funktionalistischen Bauens. Die Idee, die beide vom Niederrhein hatten, war von der Malerei bestimmt, von der Düsseldorfer Malerschule und der niederländischen Landschaftsmalerei, wie sie sich beispielsweise in der naturalistischen „Niederrheinmalerei“ von Max Clarenbach ausdrückte. Klapheck betonte dabei den Einfluss des niederländischen Barocks auf die historische Architektur des Niederrheins. In deren Tradition sah er die modernen Bauten des Backsteinexpressionismus und des Neuen Bauens seiner Akademiekollegen, etwa die Bauten von Kreis.

## Familie
1927 heiratete er die Kunsthistorikerin Anna von Strümpell (Anna Klapheck, 1899–1986), die unter anderem seine kunsthistorischen Projekte durch begleitende Recherche unterstützte. Der 1935 geborene Sohn Konrad Klapheck wurde Maler; dessen Tochter ist die Frankfurter Rabbinerin Elisa Klapheck.

## Werke (Auswahl)
- Mit Engelbert von Kerckerinck zur Borg: Alt-Westfalen. Die Bauentwicklung Westfalens seit der Renaissance. Hoffmann, Stuttgart 1912 (ULB Münster).
- Moderne Villen und Landhäuser. 1913 (USB Köln).[4]
- Die Neue Synagoge in Essen a. d. Ruhr. 1914 (UB Frankfurt, Main).
- Die Meister von Schloss Horst im Broiche. Das Schlusskapitel zur Geschichte der Schule von Calcar. Wasmuth, Berlin 1915 (ULB Münster).
- Die Baukunst am Niederrhein. Kunst-Verein für die Rheinlande und Westfalen (Hrsg.), Bagel, Düsseldorf. Band 1, 1915 (Internet Archive). Band 2, 1916 (Internet Archive).  Die Fotografien stammen von Erwin Quedenfeldt.
- Die Schlossbauten zu Raesfeld und Honstorff und die Herrensitze des 17. Jahrhunderts der Maastal-Backstein-Architektur. Heimatverlag, Dortmund 1922 (ULB Münster).
- Theodor Mintrop. Das Wunderkind der Romantik. Heimatverlag, Dortmund 1923 (ULB Münster).
- Eine Kunstreise auf dem Rhein von Mainz bis zur holländischen Grenze. Schwann, Düsseldorf 1925 (1. Teil) / 1926 (2. Teil). (dilibri Rheinland-Pfalz)
- Dokument deutscher Kunst. Anlage, Bauten und Raumgestaltung der Gesolei. Düsseldorf 1926.
- Das Reichsehrenmal für unsere Gefallenen – Die Toteninsel im Rhein. Düsseldorf 1926.
- Die Kunstsammlungen der Staatlichen Kunstakademie zu Düsseldorf. Strucken, Düsseldorf 1928.
- Neue Baukunst in den Rheinlanden. Schwann, Düsseldorf 1928 (Digitalisat)
- Kalkar am Niederrhein. Schwann, Düsseldorf 1930.
- Der Dom zu Xanten und seine Kunstschätze. Deutscher Kunstverlag, Berlin 1930
- Aus der Geschichte der Juden im Rheinland. Jüdische Kult- und Kunstdenkmäler. Schwann, Düsseldorf 1931.
- Gussglas. Bedeutung, Herstellung und Verwendung eines deutschen Werk- und Baustoffes. Droste, Düsseldorf 1938.